# Lasse-Majas detektivbyrå – von Broms hemlighet
Lasse-Majas detektivbyrå – von Broms hemlighet (stiliserat LasseMajas detektivbyrå – von Broms hemlighet) är en svensk familjefilm från 2013 i regi av Pontus Klänge och Walter Söderlund. I rollerna ses bland andra Amanda Pajus, Lukas Holgersson och Peter Magnusson.

## Handling
Lasse och Maja hittar en gammal mystisk kista som visar sig tillhöra den excentriska släkten von Broms. Ett flera hundra år gammalt släktbråk blossar upp på nytt och plötsligt är kistan stulen. Vem vill stjäla den och varför?

## Rollista
- Amanda Pajus – Maja
- Lukas Holgersson – Lasse
- Peter Magnusson – Werner Von Broms
- Kajsa Ernst – Julia Von Broms
- Adam Pålsson – Rikard Von Broms
- Tomas Norström – Polismästaren
- Sten Elfström – Roland Svensson
- Suzanne Ernrup – Prästen
- Nassim Al Fakir – Dino Panini
- Sara Sommerfeld – Sara Bernard
- Magnus Roosmann – Ronny Hazelwood
- Henriette Steenstrup – kockan
- Bjørn Sundquist – Gösta Pomerans
- Per Burell – byggarbetare
- Lia Boysen – rik mamma
- Yngve Dahlberg – rik pappa
- Ella Fogelström – rik flicka[3]

## Om filmen
Filmen regisserades från början av Söderlund, men då denne avled den 9 december 2012 togs rollen över av Klänge. Filmen producerades av Moa Westeson och Johanna Bergenstråhle och spelades in efter ett manus av Malin Nevander. Musiken komponerades av Jean-Paul Wall, fotograf var Mats Olofson och klippare Mattias Morheden och Tomas Lagerman. Filmen hade premiär den 18 oktober 2013.

## Mottagande
Lasse-Majas detektivbyrå – von Broms hemlighet sågs av 220 492 biobesökare i Sverige 2013 och blev därmed den sjätte mest sedda svenska filmen i Sverige det året.